# Ни овде ни тамо
Ни овде ни тамо је други студијски албум рок групе "Negative".
Овај албум има „најтежи“, најбржи и најиновативнији звук од свих њихових албума. Велики број обожавалаца га сматра њиховим најбољим албумом.

## Списак нумера
| #  | Песма              |      |
| -- | ------------------ | ---- |
| 1  | Без промене        | 4:31 |
| 2  | Ни овде ни тамо    | 3:33 |
| 3  | Од стакла          | 4:02 |
| 4  | Туга нема крај     | 4:17 |
| 5  | Нова прилика       | 3:41 |
| 6  | Лед                | 4:43 |
| 7  | Лош дан            | 2:37 |
| 8  | Контакт            | 2:24 |
| 9  | Без страха         | 3:24 |
| 10 | Коначан почетак    | 3:16 |
| 11 | Бајка              | 5:34 |
| 12 | Крај               | 3:04 |
| 13 | [скривена нумера]* | 3:06 |

* је обрада. Песму је написао Пол Макартни за истоимени Џејмс Бонд филм, али је много познатија по обради Guns 'n' Roses-а.